# Моузли, Райан
Райан Моузли (англ. Ryan Moseley; род. 8 октября 1982, Бриджтаун) — австрийский легкоатлет барбадосского происхождения, специалист по бегу на короткие дистанции. Выступал за сборную Австрии по лёгкой атлетике в 2008—2012 годах, многоратный победитель и призёр первенств национального значения в различных спринтерских дисциплинах, участник ряда крупных международных стартов.

## Биография
Райан Моузли родился 8 октября 1982 года в Бриджтауне, Барбадос.
Начал спортивную карьеру в 2002 году, проживал и выступал преимущественно на территории Великобритании.
В 2004 году женился на австрийке и четыре года спустя получил австрийское гражданство. Став гражданином Австрии, успешно стартовал на различных местных соревнованиях, в частности уже в сезоне 2008 года выиграл национальный чемпионат в беге на 60, 100 и 200 метров, однако отобраться на Олимпийские игры в Пекине не успел. Проходил подготовку в клубе Union Salzburg Leichtathletik под руководством тренера Кларенса Каллендера.
В 2009 году в составе австрийской сборной бежал 60 метров на чемпионате Европы в помещении в Турине, став в финале восьмым. Также в дисциплине 100 метров одержал победу на чемпионате мира среди военнослужащих CISM в Софии, стартовал на чемпионате мира в Берлине. В Софии показал в 100-метровом беге второе лучшее время за всю историю Австрийской легкоатлетической федерации (10,21), уступив только Андреасу Бергеру.
В 2010 году дошёл до полуфиналов на чемпионате мира в помещении в Дохе и на чемпионате Европы в Барселоне. На Бислеттских играх в Осло установил свой личный рекорд в беге на 100 метров — 10,18.
В 2011 году бежал 60 метров на чемпионате Европы в помещении в Париже, в решающем забеге пришёл к финишу восьмым.
Завершил спортивную карьеру по окончании сезона 2012 года.